# Cheney, Kansas
Cheney [ˈtʃiːni] är en ort i Sedgwick County i Kansas. Vid 2010 års folkräkning hade Cheney 2 094 invånare.